# Василис Левентис
Василис Левентис (на гръцки: Βασίλειος (Βασίλης) Λεβέντης) е гръцки политик, председател на партията Съюз на центристите.

## Биография
Василис Левентис е роден в югозападен Пелопонес, но семейството му се премества в Пирея, където учи гимназия. После завършва Националната мецовска политехника.
Участва в ПАСОК от основаването ѝ през 1974, но след 1981 г. критикува партията за отклоняване от първоначалните ѝ приниципи.
Кандадатира се неуспешно като кмет на Пирея (1982) и Атина (1986), а през 1984 г. създава за кратко първата екологична партия в Гърция, спечелвайки само 0,15% от гласовете на европейските избори през същата година.
През 1992 г. основава собствена партия „Съюз на центристите и еколозите“, впоследствие само Съюз на центристите, с която участва последователно на всички избори.
Повече от две десетилетия Василис Левентис и партията му са считани за незначително явление в гръцкия политически живот, но през 2015 г. в условията на икономическа и политическа криза, и с помощта на телевизионно предаване, което води по местна телевизия в Северна Гърция, той успява да направи пробив и да спечели значителна подкрепа. На изборите през септември 2015 г. той и Съюзът на центристите преодоляват изборната бариера от 3 % и влизат в парламента.

## Политически позиции
Левентис се представя в политическия център и претендира, че продължава традициите на венизелизма и на Георгиос Папандреу – старши. Обявява се за „рационална“, прозрачна политика, противопоставяща се на корупцията и в полза на по-слабите социални прослойки (работници, пенсионери, земеделци, самотни родители). Осъжда концентрирането на политическата власт в ръцете на няколко личности и настоява за реформа на гръцкия политически живот.
Левентис е последователен противник на големите и утвърдени гръцки политически партии и техните лидери. Твърди, че гръцките лидери са обвързани с едрия бизнес, който контролира основните медии, които заради неговата критичност съзнателно го изключват от публичността и допринасят за продължителното изолиране на Съюза на центристите. 